# الإمبراطور شومو
الإمبراطور شومو (باليابانية: 聖武天皇 شومو تينو) (701 - 4 يونيو 756) كان الإمبراطور الخامس والأربعون في اليابان. وفقا للتواريخ التقليدية فإن فترة حكمه امتدت بين عامي 724و 749.